# Планина-Горня
Планина-Горня (хорв. Planina Gornja) — населений пункт у Хорватії, у складі громади Загреба.

## Населення
Населення за даними перепису 2011 року становило 247 осіб.
Динаміка чисельності населення поселення:

## Клімат
Середня річна температура становить 9,34 °C, середня максимальна – 22,64 °C, а середня мінімальна – -5,86 °C. Середня річна кількість опадів – 1037 мм.
| Клімат поселення                              | Клімат поселення | Клімат поселення | Клімат поселення | Клімат поселення | Клімат поселення | Клімат поселення | Клімат поселення | Клімат поселення | Клімат поселення | Клімат поселення | Клімат поселення | Клімат поселення | Клімат поселення |
| Показник                                      | Січ.             | Лют.             | Бер.             | Квіт.            | Трав.            | Черв.            | Лип.             | Серп.            | Вер.             | Жовт.            | Лист.            | Груд.            |                  |
| Середній максимум, °C                         | 5,37             | 6,70             | 10,63            | 14,46            | 19,43            | 22,64            | 21,72            | 21,22            | 17,44            | 12,60            | 7,20             | 3,79             |                  |
| Середня температура, °C                       | −0,24            | 1,09             | 5,02             | 8,85             | 13,81            | 17,03            | 18,80            | 18,31            | 14,52            | 9,69             | 4,30             | 0,88             |                  |
| Середній мінімум, °C                          | −5,86            | −4,53            | −0,59            | 3,24             | 8,20             | 11,42            | 15,89            | 15,41            | 11,61            | 6,77             | 1,38             | −2,04            |                  |
| Норма опадів, мм                              | 54               | 56               | 70               | 79               | 91               | 115              | 99               | 101              | 98               | 98               | 99               | 77               |                  |
| Середньомісячна швидкість вітру, м/с          | 2.05             | 2.16             | 2.52             | 2.44             | 2.34             | 2.03             | 1.98             | 1.86             | 1.90             | 2.05             | 2.15             | 2.15             |                  |
| Середньомісячна сонячна радіація, кДж/м²·день | 4194             | 6944             | 10539            | 14809            | 18664            | 20508            | 21398            | 18641            | 13935            | 8768             | 4677             | 3400             |                  |
| --------------------------------------------- | ---------------- | ---------------- | ---------------- | ---------------- | ---------------- | ---------------- | ---------------- | ---------------- | ---------------- | ---------------- | ---------------- | ---------------- | ---------------- |
| Джерело:                                      |                  |                  |                  |                  |                  |                  |                  |                  |                  |                  |                  |                  |                  |